# Yannick Jadot
Yannick Jadot (Clacy-et-Thierret, 27 luglio 1967) è un politico e attivista francese, senatore dal 2023 ed europarlamentare dal 2009 al 2023.

## Biografia
Dopo aver conseguito il diploma di maturità, studia economia all'Università di Parigi-Dauphine, in seguito al quale ha lavorato per diversi anni in Burkina Faso e in Bangladesh presso una ONG internazionale di solidarietà. È stato direttore delle campagne per Greenpeace dal 2002 al 2008.
Nel 1999 debutta in politica aderendo ai Verdi sulla scia della campagna elettorale di Daniel Cohn-Bendit per le elezioni europee. Nel 2005 ha espresso il suo voto a favore per il referendum francese sulla Costituzione Europea. Nel 2009 viene eletto al Parlamento europeo; si iscrive al gruppo Verdi/ALE. Rimane in questa carica fino al settembre 2023, essendo stato eletto alle elezioni senatoriali dello stesso anno.